# Jean Garretto
Jean Garretto, né le 20 février 1932 à Rome et mort le 14 septembre 2012 à Paris 15e,, est un homme de radio français.

## Biographie
Ezio Garretto, fils de l'architecte et célèbre caricaturiste Paolo Federico Garretto et de sa première épouse Ariane Muratore,, est né à Rome en 1932.
Désormais connu comme Jean, il commence sa carrière en 1954, en devenant l'assistant de Pierre Billard à la RTF. Après un passage à la télévision puis par Europe 1 et Radio Côte Basque, il rejoint l'ORTF et entre à Paris Inter. En mars 1968, Pierre Codou et Jean Garretto créent le concept des weekends de France Inter sous le nom de TSF, une radio laboratoire, qui deviendra L'Oreille en coin, à l'antenne jusqu'en juillet 1990. Garretto et Codou sont également les inventeurs du réseau radiophonique FIP.
De 1983 à 1988, nommé par le président de Radio France Jean-Noël Jeanneney, il occupe le poste de directeur des programmes de France Inter.
Il meurt le 14 septembre 2012 à Paris, à l'âge de 80 ans. Il a eu une fille, Pascale, de son épouse Michèle Le Touzé. 

## Honneurs
Chevalier de la Légion d'honneur